# Баглей, Алексей Иванович
Алексей Иванович Баглей (1925—2008) — советский и украинский архитектор. С 1963 по 1988 год был главным архитектором Севастополя.

## Биография
Родился 2 января 1925 года в городе Ирпень (Киевская область). С октября 1942 года участвовал в Великой Отечественной войне, был полковым разведчиком, имел ранения. Награждён орденами Отечественной войны I степени (6 апреля 1985), Красной Звезды, Славы III степени, медалью «За отвагу» (12 марта 1944). Член ВКП(б) с 1948 года.
В 1951 году окончил Харьковский инженерно-строительный институт. Работал в архитектурно-проектных учреждениях Харькова, был автором проектов нескольких жилых домов в Полтаве (1954) и Калининграде (1956).
С 1963 года работал в Севастополе. При нём были массово застроены Ленинский, Нахимовский, Гагаринский районы и город-спутник Инкерман. Баглей был автором многих идей, в частности, по его задумке был установлен обелиск «Городу-Герою Севастополю» на мысе Хрустальном. Баглей нашёл спонсора для строительства Триумфальной арки в лице директора Судостроительного завода имени Орджоникидзе, Виктора Подбельцева, с которым поддерживал дружеские отношения. Он является одним из авторов проекта создания Мемориала в честь героев второй обороны Севастополя. Баглей — автор проектов корпуса санатория «Омега» в Севастополе и комплекса детского санатория в Евпатории.
Также Баглей издавал книги по архитектуре. В 1975 году вышла небольшая книга «Город-герой Севастополь» (в соавторстве с В. М. Артюховым, который был главным архитектором Севастополя перед Баглеем). В 2005 году издан «Краткий архитектурный словарь». В 2008 году вышел в свет двухтомник «Достойный поклонения», написанный совместно с ещё одним бывшим главным архитектором Севастополя В. В. Солодовым. Последней книгой Баглея стала «Думи мої, думи мої, лихо мені з вами!», книга вышла в 2008 году через некоторое время уже после его смерти.